# Montilivi
Montilivi és una entitat de població de la ciutat i sector de la ciutat de Girona. Se situa a redós del puig del mateix nom (d'uns 169 m d'alçada) al sud-est de la ciutat, entre la Creu de Palau i la Creueta. Aquesta entitat de població allotja el campus de la Universitat de Girona, l'Institut Montilivi i les instal·lacions del Girona Futbol Club.
Es tracta d'una àrea de classe alta i mitjana gironina que s'ha traslladat del centre de la ciutat a les noves zones perifèriques edificades del municipi. Fonamentalment, pel que fa a l'arquitectura, està format per edificis de planta baixa i tres o quatre plantes i cases en filera o cases separades amb jardí. Disposa d'amplis espais i zones verdes que són utilitzats tant pels seus habitants com pels membres de la comunitat universitària. Als dies feiners, rep una gran afluència de persones, fonamentalment estudiants de la Universitat de Girona atès que s'hi emplacen les seus de la Facultat de Ciències, la Facultat de Dret, la Facultat de Ciències Econòmiques i Empresarials i l'Escola Politècnica Superior. També hi ha una gran biblioteca que serveix a tota la comunitat universitària i diversos edificis d'administració i serveis de la Universitat.

## Etimologia
Es troba documentat el 1359 com a Montiberi, que vindria de Monte Tiberi. Posteriorment evolucionaria fins a Montilivi, amb metàtesi de -r- per -l- i reordenació de les síl·labes finals.